# HD 74576
HD 74576是一顆位於船帆座附近的橙矮星，距離地球約36.5光年，肉眼可見。